# El ecologista escéptico
El ecologista escéptico es un polémico libro de Bjorn Lomborg (1965–) publicado originalmente en danés con el título Verdens sande tilstand, literalmente El estado real del mundo (Forgalet Centrum, 1998). Posteriormente se publicó una edición inglesa, revisada y mejorada con el título The skeptical environmentalist (Cambridge University Press, 2001) que sería la base de traducciones posteriores.

## Origen

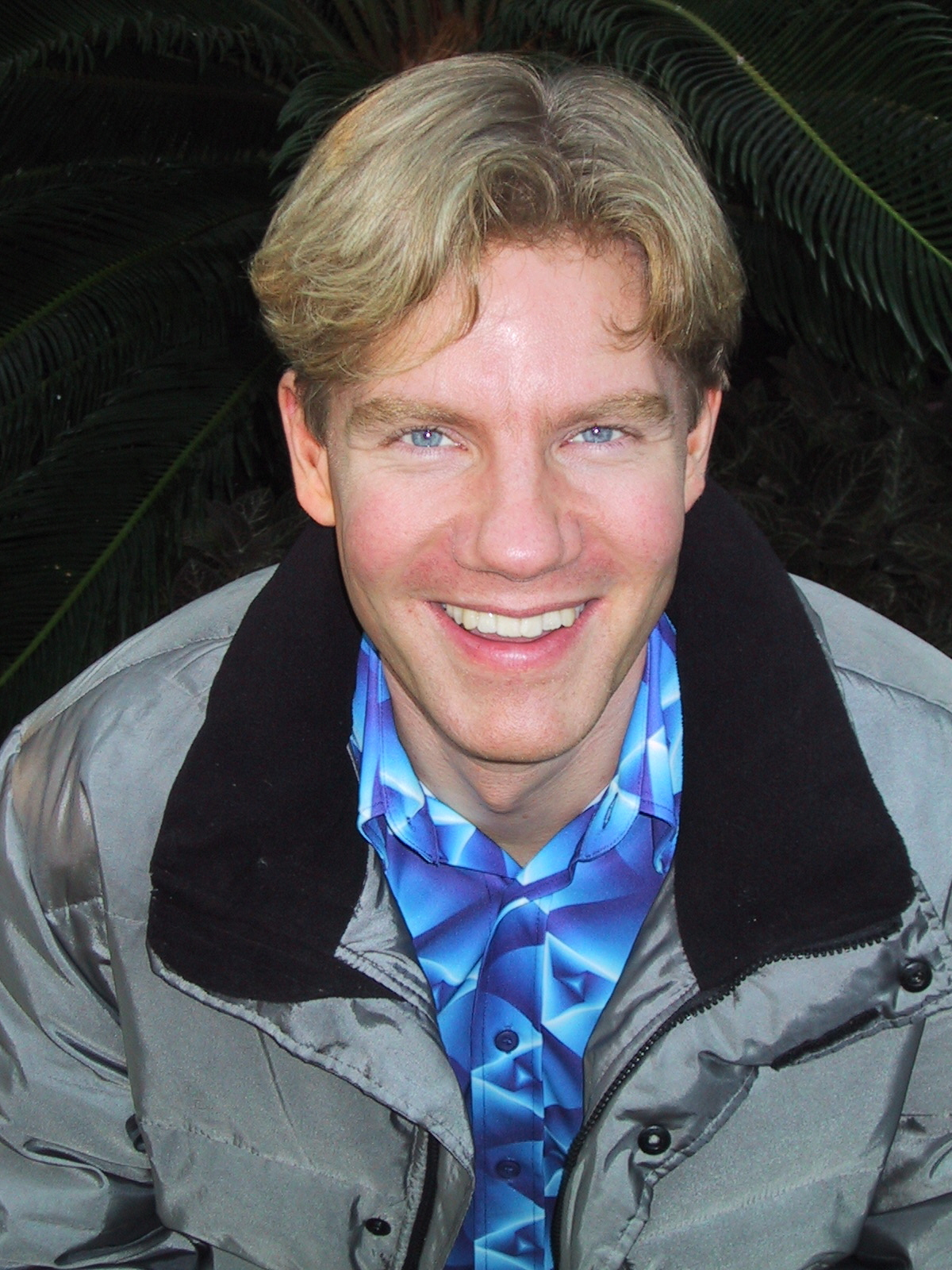
Bjørn Lomborg, autor de la obra.

En el prólogo de su obra, Lomborg explica que decidió escribir este libro a raíz de unas palabras del economista Julian Lincoln Simon en las que afirmaba que nuestro conocimiento del medio ambiente era muy básico, respaldado por ideas preconcebidas y estadísticas poco fiables. El autor formó un grupo con diez de sus mejores estudiantes de Estadística en la universidad de Aarhus y comenzó a analizar los datos a los que aludía Simon. En 1998 publicó cuatro artículos con sus conclusiones en el periódico danés Politiken. A partir de este momento, el debate se abrió y Lomborg decidió componer un libro para abarcar un área mucho mayor. En 2001 duplicaría el tamaño del texto original, actualizando también los datos, en la edición inglesa.
El objetivo de Lomborg es acercarse al conocimiento real del mundo para actuar en él eficientemente. La idea principal es que no deben ser las organizaciones ecologistas, los grupos de presión política o los medios de comunicación los que dicten las prioridades, sino la sociedad democrática que, a través de unos datos veraces, pueda participar libremente en un debate medioambiental. Para ello, el autor analiza los argumentos más utilizados por las organizaciones e investigadores ecologistas (Parte Primera: La letanía), las medidas del bienestar humano y su situación contemporánea (Parte segunda: El bienestar humano), el estado de los recursos en los que se basa dicho bienestar (Parte tercera: ¿Puede mantenerse la prosperidad humana?), la amenaza a esa prosperidad (Parte cuarta: Contaminación: Un obstáculo para la prosperidad humana?), los problemas futuros (Parte quinta: Problemas futuros) y, como conclusión, el estado real del mundo (Parte sexta). La obra cuenta con 182 figuras y tablas con datos de diversos organismos oficiales, una extensa bibliografía y más de 2500 notas a pie de página. Su conclusión es clara; el estado del planeta y la humanidad no es tan catastrófico como solemos creer y muchos problemas se han ido solucionando.
En el prólogo a la edición española (Espasa, 2003) Lomborg recuerda que a pesar del aumento de la prosperidad humana que constata en su libro, existen todavía multitud de problemas por resolver. Para empezar a afrontarlos es necesario centrarse en el tamaño y la importancia de cada cuestión, estableciendo un adecuado orden de prioridades.

## Primera Parte: Laletanía
En el primer capítulo del libro, el autor danés expone el conjunto de mensajes pesimistas que nos mandan entidades como el Instituto Worldwatch, el Fondo Mundial para la Naturaleza (WWF), Greenpeace o autores como David Pimentel y Paul Ehrlich. Según Lomborg, se manejan los datos de forma incorrecta para transmitir una letanía negativa que crea un terror colectivo. A ello ayudan los medios de comunicación pues la catástrofe vende más que la estabilidad. Hace referencia además a la compatibilidad de un sistema económico desarrollado con la conservación del medio ambiente.

## Parte segunda: El bienestar humano
La segunda parte comienza señalando la dificultad de encontrar una medida para el bienestar humano y propone algunos indicadores que analiza a continuación: la salud y la esperanza de vida, la alimentación y el hambre, los ingresos y la desigualdad, la educación y la seguridad. Ofrece para ello una serie de figuras de datos estadísticos tomados de organismos internacionales. Para centrar la cuestión, habla en primer lugar de la superpoblación, recordando que el problema no es la cantidad de personas, ya que los países más poblados están en Europa, sino la pobreza de muchos núcleos poblacionales. Respecto al resto de indicadores, constata que todos han mejorado en el último siglo, concluyendo que la humanidad goza de una prosperidad sin precedentes. Sin embargo, como recuerda en la conclusión de esta segunda parte, siguen existiendo graves problemas que aún deben ser solucionados.

## Parte tercera: ¿Puede mantenerse la prosperidad humana?

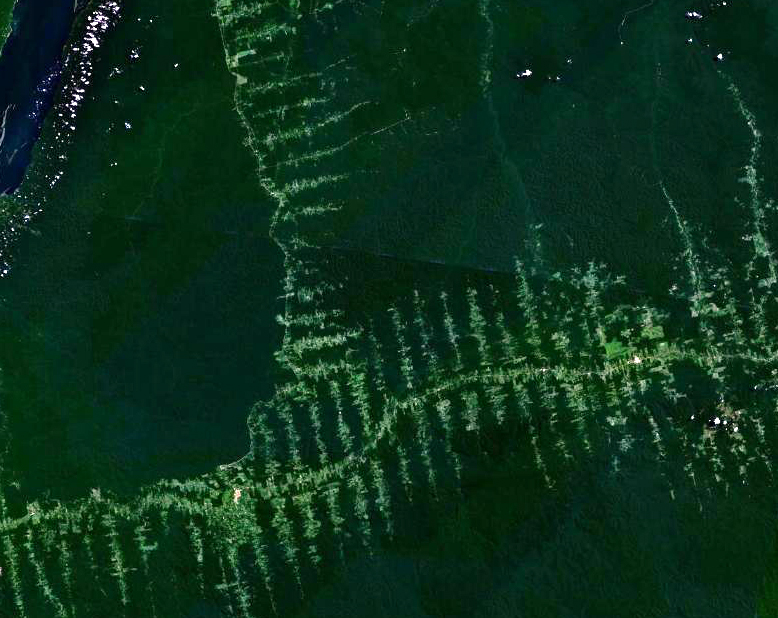
Imagen satelital del proceso de deforestación de la Selva Amazónica.

En esta tercera parte indaga acerca de la sostenibilidad del desarrollo humano. Para ello, se propone estudiar el uso que hacemos de los recursos, tanto de los renovables como de los no renovables.
Para comenzar, se refiere a los alimentos. Constata el aumento en la productividad y apuesta por el incremento de rendimientos con nuevos medios tecnológicos (en los datos que analiza diferencia siempre entre países desarrollados y países en desarrollo). Asegura igualmente que la forma de luchar contra el hambre en los países más pobres pasa por un mayor crecimiento económico. Termina ofreciendo las predicciones de la FAO, que asegura que habrá más comida para más gente en los próximos años.
El segundo punto tratado son los bosques, a pesar de su difícil definición. Recuerda que se ha perdido un 20% de la cubierta forestal desde el inicio de la agricultura y que actualmente la deforestación del bosque tropical es consecuencia de la pobreza. A continuación trata de desmontar el mito del bosque tropical como pulmón del mundo. Su conclusión es que los bosques no están amenazados, pues los indicadores se mantienen constantes desde la Segunda Guerra Mundial. El mayor problema es la mala gestión de los bosques en las zonas en desarrollo, fruto de su perspectiva a corto plazo debido, como repite, a la pobreza. Además, señala que el consumo actual de madera y papel se puede cubrir únicamente con el 5% del área forestal actual.
La tercera cuestión es la de la energía. Presenta los datos que nos informan de que la mano de obra industrial humana era del 94% en el siglo XIX mientras que a finales del siglo XX se sitúa en el 8%. El objetivo es dejar al futuro una sociedad que pueda producir energía de forma barata, por lo que repasa en este epígrafe los diferentes combustibles que maneja la humanidad.
En el caso del petróleo, intenta desmontar la hipótesis de que cada vez hay menos petróleo en el mundo. Según Lomborg, cada vez hay más ya que el ritmo de las reservas aumenta en mayor proporción que el consumo. Además, influyen otros dos factores: hay aún varios yacimientos por explorar y la tecnología proporcionará una mejor explotación de los recursos. Vaticina que dejaremos de usar petróleo cuando sea más barato producir otro combustible, no porque éste se nos agote.
En cuanto al resto de combustibles fósiles, el autor danés revela que la producción de gas ha aumentado pero aún se mantiene a un alto precio debido al coste de la instalación de gaseoductos. El carbón, por su parte, también existe en abundancia pero es caro de transportar. Las reservas de ambas fuentes de energía, al igual que en el caso del petróleo, han aumentado en altos porcentajes en el último cuarto del siglo XX. Repasa asimismo otros combustibles fósiles como el gas metano, las arenas de alquitrán o el aceite de esquisto bituminoso.
La energía nuclear es otra fuente de energía que usa el ser humano. En concreto, supone un 6% de la producción mundial de energía y un 20% en países que disponen de potencia nuclear. Lomborg recuerda que se trata de una energía muy limpia, ya que no expulsa CO2. El problema es la seguridad, en especial los residuos radiactivos, que, además de permanecer cientos de años radiactivos, pueden utilizarse para fabricar plutonio para armas. Su coste de producción, además, es más alto que el de los combustibles fósiles. El autor apunta que, a largo plazo, la obtención de energía nuclear debe centrarse en la fusión, en lugar de en la fisión.
En cuanto a las energías renovables, Lomborg evidencia que presentan grandes ventajas, tales como la menor contaminación y el menor precio potencial. Sin embargo, recuerda que aún no son competitivas en este aspecto, sobre todo para países en desarrollo. Hay que tener en cuenta que el precio real del combustible sólo es una pequeña parte del total. La ventaja que poseen los combustibles fósiles es que su mercado ha sido liberalizado hace tiempo y llevan muchos años de investigación a sus espaldas. Los datos que presenta el autor indican que las energías renovables solamente constituyen el 13,6% de la producción energética mundial, distribuidas del siguiente modo: 6.6% hidroeléctrica, 6.4% tradicional (madera, carbón vegetal, desperdicios de animales y vegetales), que alcanza un 25% en países en desarrollo, 0.4% biomasa, 0.12% geotérmica, 0.04% eólica, 0.009% solar. La más competitiva a comienzos del siglo XXI es esta última, aunque su precio sigue siendo superior al de los combustibles fósiles. La conclusión de Lomborg es que la humanidad tiene suficientes combustibles fósiles para producir energía hasta que las fuentes de energía renovables resulten razonablemente económicas.
Este temor al agotamiento de los recursos también es experimentado en el caso de los no energéticos, como la cantidad de materias primas que utilizamos a diario. En el libro se analizan los casos del cemento, el aluminio, el hierro, el cobre, el oro, la plata, el zinc o diversos fertilizantes como el nitrógeno, el fósforo y el potasio. La deducción de Lomborg es que cada día se descubren nuevos recursos, se usan de forma más eficiente y aumenta la capacidad de reciclarlos y sustituirlos. Menciona en este capítulo la apuesta que el economista Julian Simon lanzó en 1980 a los ecologistas de la universidad de Stanford P. Ehrlich, J. Harte y J. Holdren. Según el primero, cualquier materia prima que eligieran sus oponentes habría bajado de precio un año después. Los ecologistas eligieron como prueba el cobre, el níquel, el estaño y el tungsteno, fijando de plazo 10 años. En septiembre de 1990 se comprobó que todas las materias primas habían bajado de precio, algunas como el estaño, un abrumador 74%.

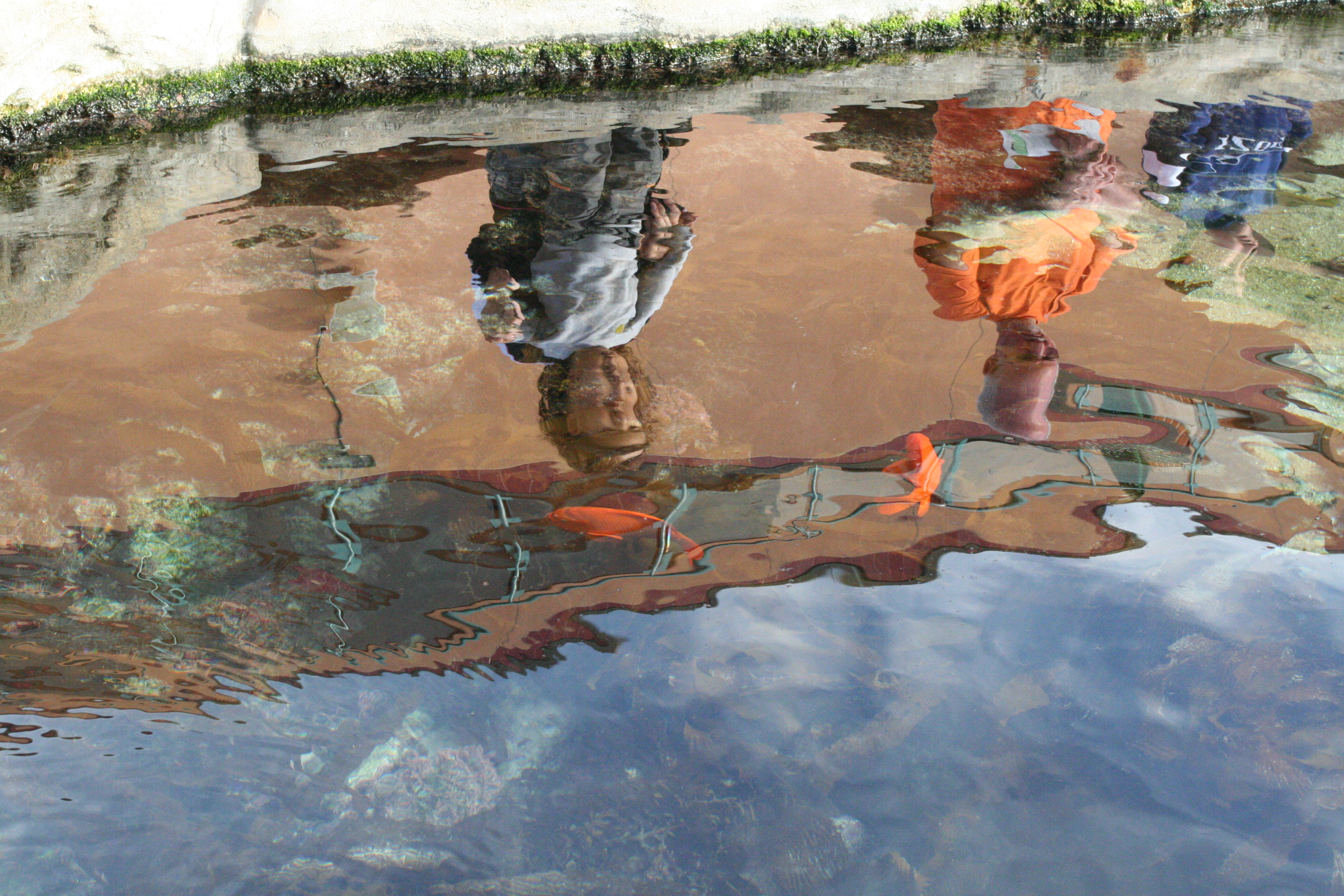
Personas reflejándose en el agua de un estanque.

El último recurso analizado por Bjorn Lomborg es el agua. Lo primero que se pregunta el autor es cuánta agua hay en el mundo, a lo que responde que suficiente para toda la humanidad a pesar de su mala utilización. De toda el agua que hay en el planeta, el ser humano solamente utiliza el 0.65% ya que el resto es en un 97,2% agua oceánica y un 2.15% agua polar. Existen varios problemas relacionados con este recurso fundamental; en primer lugar, hay que tener en cuenta que las precipitaciones son desiguales a lo largo del planeta. Además, cada vez hay más personas en el mundo. Otro problema es que muchos países reciben el agua de los ríos y poco a poco aumentan las naciones que se los disputan. Otro asunto importante es el de la contaminación, aunque no afecta directamente a la escasez de agua. El problema es la dificultad de acceso, ya que, según señala el autor, solamente se accede a un 17% del agua disponible. El problema es la falta de infraestructuras producto de la pobreza. Podremos disponer de agua suficiente siempre que podamos pagarla, luego el problema, una vez más, no es el medio ambiente, sino la pobreza. Un caso paradigmático es el de Kuwait, que cubre el 50% de su demanda de agua con la desalinización de agua marina. Este proceso, sin embargo, requiere gran cantidad de energía por lo que resulta muy caro, pero no inalcanzable. Según muestra Lomborg, más del 96% de los países disponen de suficientes recursos hídricos, por lo que el acceso al agua por persona se ha incrementado, lo que no impide que haya zonas con gran escasez de agua. Debemos fijarnos en el uso que hacemos del agua. Así, vemos que el 69% se usa en la agricultura, el 23% en la industria y el 8% para uso doméstico. Por ello muchos países necesitan importar cereales, lo que supone un ahorro de agua. Lomborg indica que son necesarias mejoras en la gestión de los recursos hídricos, principalmente en la agricultura, y propone, además, tres medidas complementarias: un aumento del precio para que baje el derroche, un incremento de las importaciones de cereales para que el agua se consuma en industria y domésticamente, y un desarrollo de la desalinización con una financiación adecuada. Ve improbable, asimismo, una guerra por el agua, ya que el proceso desalinizador sería más barato que la contienda.
En la conclusión a la parte tercera, el autor danés recalca que la prosperidad continúa tras el análisis del estado de los recursos y que no hay ninguna razón para pensar que la prosperidad de hoy se consiga firmando cheques sin fondo. Por otro lado, aparece la amenaza de la contaminación, que será tratada en el siguiente punto del libro.

## Parte Cuarta: Contaminación. Un obstáculo para la prosperidad humana
Para comenzar, se habla de contaminación atmosférica, la que en mayor medida afecta a la salud humana. Lo cierto es que es un antiguo problema que se va mejorando. Los seis tipos más importantes son: las partículas (humo y hollín), el dióxido de azufre (SO2), el ozono (O3), el plomo, los óxidos de nitrógeno (NO y NO2; juntos, NOX), y el monóxido de carbono(CO). El mayor coste que produce esta contaminación es el efecto sobre la salud y la mortalidad. Lomborg analiza de cerca cada uno de esos tipos, su génesis, estado y evolución. Las partículas, por ejemplo, suponen el 82% de los costes contaminantes. La gran mayoría proceden de volcanes en erupción, incendios de bosques, tormentas de arena y rocío marino. En menores porcentajes, son producidas por vehículos, centrales eléctricas, industrias y chimeneas. Estas partículas se han ido reduciendo espectacularmente en el último siglo gracias a diferentes medidas como el aminoramiento del uso del SO2 en la industria o el uso de catalizadores en coches. En el futuro, las mejoras tecnológicas reducirán aún más este contaminante principal. Otro de los mayores contaminantes, el plomo, que en un 90% provenía de la gasolina, también ha sido reducido drásticamente, sobre todo a partir de los años 80 cuando aparecieron las gasolinas sin plomo.
Este epígrafe le sirve también al autor para exponer la articulación entre crecimiento económico y medio ambiente. Según las estadísticas que describen la conexión entre el PIB y la emisión de partículas, a medida que aumenta el primero, aumenta la preocupación por aquellas y, por tanto, comienza su reducción. Esto indica que los países solamente se pueden permitir ocuparse del medio ambiente cuando son lo suficientemente ricos. Así, el tercer mundo se encontraría en la situación del primero hace 50 u 80 años, mientras que en el primero ya habría aparecido una toma de conciencia y las regulaciones políticas consiguientes. Lomborg defiende que el crecimiento y el medio ambiente son términos complementarios.
Hace referencia el libro a continuación a la llamada lluvia ácida, supuestamente relacionada con la muerte de los bosques. El profesor danés evidencia que, según el informe de la ONU en 1997, esta muerte fue extraordinariamente pequeña y en Europa, por ejemplo, nunca ocurrió.
La contaminación del aire interior también es repasada por Lomborg. Este tipo de contaminación es más peligrosa que la exterior y afecta sobre todo a países en desarrollo (en especial por los combustibles: leña, carbón vegetal, estiércol seco, residuos agrícolas). En el mundo desarrollado se están llevando a cabo regulaciones progresivas que hacen disminuir focos como el radón, el humo de los cigarrillos, el aldehído fórmico y el amianto.
Un caso difícil de abordar es el de las alergias y el asma, para el que, según el autor, no existen estudios que demuestren que provienen de causas ambientales (que además se contradicen con la bajada de la contaminación). Habría que tener en cuenta factores genéticos y la contaminación interna (tabaco y ácaros de polvo). O, incluso, la llamada “hipótesis de la higiene” o la alimentación.

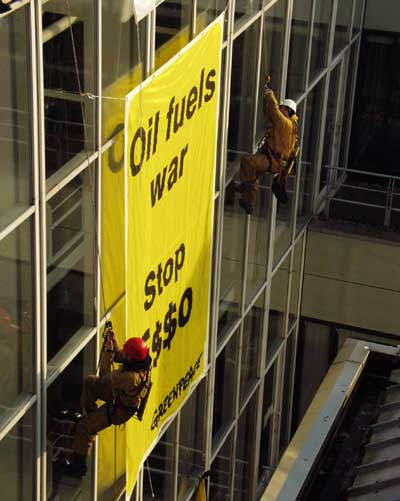
Acción de Greenpeace contra la multinacional petrolera Esso dueña en su momento del Exxon Valdez, naufragado en las costas de Alaska.

La contaminación del agua presenta, por su parte, una mejora apreciable. Los vertidos han disminuido y, como asegura el autor, existe mucha demagogia y mala asignación de recursos en la limpieza. Se menciona el caso del Desastre del Exxon Valdez en 1989. Por otro lado, han bajado las concentraciones de contaminantes costeros en peces y mariscos. Un problema subrayado es la llamada asfixia de las aguas costeras, que significa una pérdida de oxígeno en las aguas (hipoxia) debido al crecimiento de las algas que lo consumen. Estas algas crecerían como consecuencia de los nutrientes que son arrastrados desde las tierras de cultivo hasta estuarios y bahías. Los biólogos llaman al proceso eutrofización y supondría la pérdida de muchos organismos marinos. La cuestión obliga a reconsiderar las ventajas del nitrógeno y toda la revolución de los fertilizantes denominada Revolución Verde, esencial en la producción de alimentos. La solución pasa por dos opciones: reducir la cantidad de fertilizantes utilizados en la agricultura y mejorar la gestión, por una parte, y crear espacios de humedales que reduzcan el impacto del nitrógeno,por otra. Sin embargo, ninguna de estas dos medidas sería rentable para Lomborg ya que supondrían un desembolso de recursos que podrían ser destinados a otros problemas mayores. Como señalará posteriormente, hay que preguntarse siempre por cuál es el mejor destino posible para nuestros limitados recursos. Por otro lado, la contaminación de los ríos también ha descendido notablemente.
El último problema de contaminación por el que se pregunta Lomborg es la basura. Es indudable que la cantidad de basura aumenta con el PIB, pero es evidente que hay espacio para almacenarla, lo que falta es una buena distribución. Respecto al tema del reciclaje, el autor danés duda de su eficacia, sobre todo teniendo en cuenta que hay materias primas suficientes y que no es rentable económicamente (aunque sí socialmente). Acaba sugiriendo que quizás no deberíamos esforzarnos por reciclar mucho más.
La conclusión a esta parte cuarta es que la contaminación ha disminuido durante el siglo XX, sobre todo en el mundo desarrollado. Además, parece que el crecimiento económico está haciendo posible dicho progreso ambiental.

## Parte quinta: Problemas futuros.
En la penúltima parte del libro, Lomborg se refiere a aquellos problemas que parecen presentarse a la humanidad en un medio plazo.
Para comenzar, apunta a los temores químicos expresados por Rachel Carson en su libro Silentspring (1962). Subraya, tras hacer un recorrido por las diferentes causas de cáncer en EE. UU., que la conexión con los pesticidas no ha sido probada. Sí parece que los agricultores tienen un mayor riesgo de contraerlo pero también puede asociarse al efecto del sol. Llama la atención igualmente sobre los pesticidas naturales, que resultan en ocasiones más peligrosos que los artificiales y están presentes en sustancias como el alcohol o el café. Otro tema tangencial es el de los estrógenos sintéticos, de los que asegura que no reducen la calidad del esperma ni provocan cáncer de mama a tenor de los estudios realizados. En todo caso, apuesta por la reducción parcial del uso de los pesticidas para evitar cualquier problema, pero siempre que no suponga un coste social demasiado alto, dados sus múltiples beneficios.
Otro problema acuciante parece el de la pérdida de la biodiversidad. En primer lugar, enfatiza la exageración deliberada de las cifras, ya que los ecologistas suelen mantener que la desaparición del número de especies ronda el 20% anual (a partir de los datos de Norman Myers en 1979) mientras que las cifras reales para los próximos 50 años parecen acercarse al 0,7% y muestran que hasta el año 1998 la pérdida de la biodiversidad no ha sido exagerada. Lo cierto es que sería mejor que ni siquiera ese mínimo número de especies desapareciera, pues pueden servir como fuente de medicamentos o aporte de diversidad genética en las cosechas.
La última gran amenaza es el controvertido tema del calentamiento global. En el libro se acepta la realidad del calentamiento global provocado por el ser humano, pero se cuestionan los escenarios propuestos para el futuro. La base de las argumentaciones de Lomborg serán los propios informes del IPCC.
Para comenzar, se recorren los diferentes gases invernadero: vapor de agua, CO2, metano (CH4), gas de la risa (N2O), gases CFC (clorofluorocarbonos) y Ozono. La influencia de los gases invernadero creados por el hombre en el cambio de la temperatura se muestra en el gráfico adyacente.

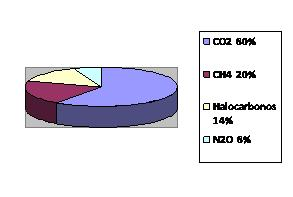
Influencia gases invernadero.

Tomando el CO2, comprueba que el 80% proviene de la combustión del petróleo, carbón o gas, de cuyo total el 55% es absorbido por los océanos y plantas mientras que un 45% provoca el llamado efecto invernadero. Este efecto, según dice Lomborg, ha aumentado en un 31% desde la época preindustrial. El 20% restante de CO2 proviene de la deforestación.
Acerca de la temperatura, los datos que tenemos son poco fiables en un periodo geológicamente tan corto como 1000 años. Aunque lo cierto es que no cabe duda de que en el último siglo las temperaturas han aumentado, distinguiéndose dos periodos: 1910-1945 y 1975-2000.
Lomborg intenta responder a varias preguntas fundamentales:
-¿Cuál es el efecto del CO2 sobre la temperatura?
Afirma que el clima de la tierra es un sistema muy complejo y difícil de analizar. Existen simulaciones por ordenador pero dependen de parametrizaciones, por lo que el problema se desplaza a la pertinencia de los parámetros introducidos. En general, se ha sobrestimado el calentamiento global a la hora de hacer estas simulaciones. Por otra parte, hay que tener en cuenta los efectos refrigeradores (que pueden ser provocados por los aerosoles) y los efectos retroalimentadores del vapor de agua y las nubes.
-¿Existen otras causas para el aumento de temperatura?
En este punto hace referencia a la hipótesis de Nigel Calder acerca de la influencia decisiva del sol en la temperatura y su correlación con las manchas solares. Sin embargo, los datos no son concluyentes y parece que la temperatura depende tanto del sol como del CO2. Por otro lado, aún no se conocen con precisión los efectos indirectos del sol.
-¿Son realistas los escenarios propuestos?
A continuación, Lomborg aborda los escenarios de futuro trazados por los expertos del IPCC. A tenor de los datos, se muestra que las simulaciones climáticas utilizan unos valores de incremento del CO2 de casi el doble de lo real; 1% anual frente al 0,6%. Estos datos se manejan a partir de los seis escenarios propuestos por el IPCC en 1992, denominados IS92a-f, que ya inflan el ritmo de crecimiento del CO2 hasta un 0.64% cuando en ese momento la tasa real era del 0,43%. Más adelante, el IPCC lanzó 40 nuevos escenarios. Lomborg se apoyará ahora en estas previsiones para ver los efectos que el peor de los escenarios propuestos tendría en diferentes contextos.
-¿Cuál sería la consecuencia de un aumento de temperaturas?
Tomando el valor más alto de aumento de temperatura (entre un 4 y un 5,2%), que supondría el doble de CO2 en 2060, los efectos serían los siguientes:
En la agricultura el resultado sería diferente para países desarrollados (que se adaptarían bien e incluso subirían la producción) y países en desarrollo (cuya producción bajaría).
La elevación del nivel del mar, por su parte, no sería excesiva y podría ser controlada por los gobiernos.
La salud humana tampoco se resentiría excesivamente. Aumentaría el número de fallecimientos por calor pero bajaría la tasa de mortalidad invernal, que actualmente supera en un 15-20% a la del verano. Otro tema controvertido es el posible aumento enfermedades tropicales. Según Lomborg, los mosquitos hibernan mejor en el frío y, además, habría mayores recursos sanitarios en el año propuesto.
En cuanto a la meteorología extrema, hay que tener en cuenta que es difícil determinar incluso actualmente el futuro de El niño. Lo cierto es que el clima en 1996 no es más extremo que antes, según el panel del IPCC. Las inundaciones, además, parecen estar motivadas en mayor medida por la elección de las zonas de asentamiento que por los cambios climáticos. Haciendo hincapié en el clima, Lomborg indica que a lo largo del siglo XX las temperaturas han aumentado en un 0,6%, atribuyéndose ese incremento principalmente a las temperaturas anteriormente más bajas y las regiones más frías.
Concluyendo, el autor danés recalca que un incremento moderado de temperaturas no es totalmente perjudicial (ni para la salud ni para las cosechas), aunque puede llevar riesgos asociados como las inundaciones por el aumento de precipitaciones (que pueden ser controlables). Apuesta por un control del calentamiento global, sin creer en las costosas y dañinas catástrofes que otros ven como inminentes.

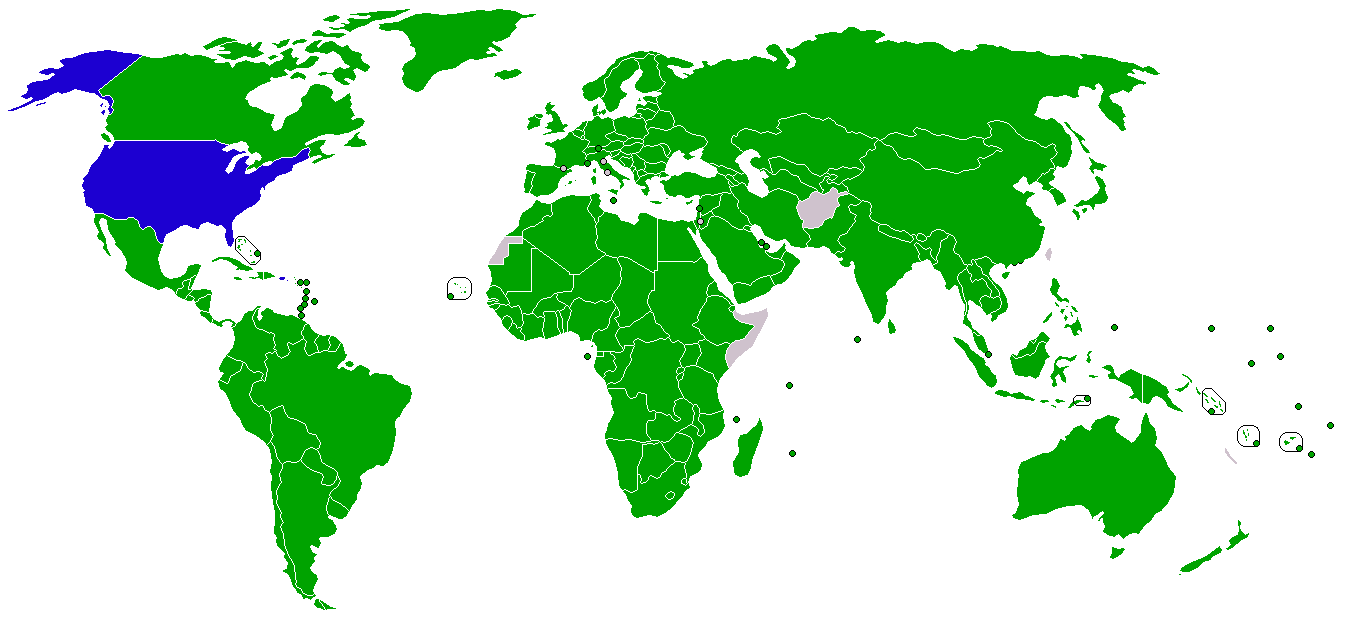
Posición de los diversos países en 2009 respecto del Protocolo de Kioto.
Firmado y ratificado.
Firmado pero con ratificación pendiente.
Firmado pero con ratificación rechazada.
No posicionado.

Atendiendo a los costes del calentamiento global, Lomborg estima que, en el escenario más probable propuesto por el IPCC (el A1T, con un incremento de temperatura de 2,5 °C), el coste global (difícil de medir en todo caso) sería del 1,5%-2% del PIB global. En concreto, estaría entre el 1 y el 1,5% en países desarrollados y el 2-9% en países en desarrollo. Parece normal, por tanto, que el protocolo de Kioto de 1997 incidiera en la reducción de las emisiones de CO2. Sin embargo, según señala Lomborg, los costes de aplicación de las medidas de Kyoto y el freno al desarrollo que supondrían serían en 2050 similares a los costes provocados por el CO2 en 2100. Teniendo en cuesta esto, el autor se pregunta por las medidas más eficientes y propone reducir razonablemente las emisiones de CO2 pero aceptando cierto grado de calentamiento global por el efecto invernadero. Apuesta por la creación de modelos de evaluación integrados que manejen un amplio número de variables, tanto económicas como ambientales (al estilo de William Nordhaus). Aboga, por tanto, por la reducción de las emisiones de CO2 de manera gradual, dejando el grueso para más adelante, cuando sea más barato y seamos más ricos. En definitiva, constantemente se llama la atención en el libro sobre el desperdicio de recursos que supondría intentar reducir mínimamente el aumento de la temperatura ahora, pudiendo adaptarse a los niveles previstos y dedicar esos recursos a urgencias mayores. Parece, sin embargo, que las discusiones sobre el tema tienen poco que ver con la energía y más con la forma de vida deseada por algunos sectores de la población, lo cual es totalmente legítimo pero no debe disfrazarse de intereses ecológicos. Concluyendo, el calentamiento global no es ni de lejos para el autor el mayor de los problemas que afectan al mundo.

## Parte sexta: El estado real del mundo
El colofón del libro lo dedica Lomborg a hacer un somero repaso por lo anteriormente explicado al tiempo que introduce nuevas críticas a la letanía ecologista (que relaciona con un sentido calvinista de la culpabilidad). A pesar de que el estado real del mundo le parece positivo advierte que aún quedan muchos problemas por resolver. El principal de ellos, la pobreza, para lo que demanda, en primer lugar, la donación del 0,7% del PIB de los países desarrollados. Confía en que, con la creatividad de la humanidad y la unión de los esfuerzos globales, este grave problema sea superado.
Se trata, en definitiva, de una cuestión de asignación efectiva de recursos, para lo cual es necesaria una adecuada priorización. Advierte sobre la tendencia a menospreciar grandes riesgos y sobrevalorar otros menores, situación que refuerzan los medios de comunicación al acercarse a los problemas de forma dramática. Este peligroso cóctel hace que tengamos una percepción irreal de los riesgos. Es lo que ocurre con la ecología en términos generales; se orientan grandes cantidades de recursos para paliar problemas con los que podemos convivir al mismo tiempo que se descuidan tragedias que necesitan ser abordadas urgentemente.
En cuanto a la argumentación, varias veces repetida, según Lomborg, de que es necesario exagerar los problemas para activar una conciencia ciudadana, el autor recuerda que, en una sociedad democrática, la información debe ser transparente. Además, defiende que los problemas se solucionan porque la gente trabaja sobre ellos y esto solamente puede hacerse con los datos adecuados, más allá de campañas sistemáticas de terror que confunden a la población.